# Lucie Horváth Sedláčková
Lucie Horváth Sedláčková (API: lʊt͡sɪjɛ ˈɦɔrvaːt ˈsɛdlaːt͡ʃkɔvaː) (née le 1er octobre 1994 à Děčín) est une boxeuse professionnelle tchèque dans la catégorie poids plume (jusqu'à 57 kg), championne du monde junior WBC, championne d'Europe WBO, détentrice de la ceinture mondiale d'argent WBC et double championne de République tchèque de boxe amateur. Elle est également connue sous le surnom de "La Cogneuse de Děčín".

## Vie
Née et élevée à Děčín, elle commence la gymnastique à l'âge de quatre ans sous la direction de sa mère, entraîneuse de cette discipline. Durant son enfance, elle pratique également le chant choral et la danse compétitive. À Prague, elle étudie le droit public dans un lycée et obtient son baccalauréat en 2014. En plus de la boxe, elle se consacre au mannequinat, et remporte le concours Czech Beauty organisé par Dominika Mesárošová. Pour des raisons professionnelles, elle déménage en 2019 à Monaco, où elle passe deux ans. Le 5 août 2023, elle épouse le boxeur Štěpán Horváth, qui entraîne Jindřich Janečka.
Sa carrière sportive en boxe débute en 2008, à l'âge de 14 ans. Elle boxe d'abord pour le Sportovní klub městské policie Děčín sous la supervision de l'entraîneur Václav Němeček. Après son déménagement à Prague, elle est encadrée par l'entraîneuse nationale Eva Líšková. En 2012, elle s'installe à Ústí nad Labem, où Lukáš Konečný devient son coach,. En 2017, elle se fiance avec son petit-ami et entraîneur de l'époque, Štěpán Horváth, qui prend la relève de Lukáš Konečný,. En 2020, Rudolf Kraj devient son nouvel entraîneur.

## Carrière sportive
- 2012
  - Vice-championne de République tchèque, femmes, catégorie jusqu’à 57 kg, battue aux points en finale[14].
- 2013
  - Vice-championne de République tchèque, femmes, catégorie jusqu’à 57 kg, battue aux points en finale[15].
- 2014
  - Championne de République tchèque, femmes, catégorie jusqu’à 57 kg, victoire aux points[16].
- 2016
  - Championne d’Europe de l’organisation WBO, femmes, catégorie jusqu’à 57 kg, victoire par KO[17].
  - Championne du monde junior de l’organisation WBC (moins de 22 ans), catégorie jusqu’à 57 kg, victoire aux points[18].
- 2017
  - Ceinture d’argent obtenue dans l’organisation WBC, femmes, catégorie jusqu’à 57 kg, victoire aux points[19],[20],[21],[22].
- 2019
  - Signature d’un contrat de deux ans avec l’écurie Ambitious Monaco, mais aucun combat disputé en raison des mesures anti-COVID-19[20].
- 2020
  - Victoire dans un combat organisé par l’organisation Oktagon contre la Bulgare Milena Koleva[23].
- 2023
  - Championne de République tchèque, femmes, catégorie jusqu’à 60 kg, victoire aux points[24].
  - Participante aux Jeux européens de Cracovie 2023[25].
- 2024
  - Médaille de bronze à la Coupe du monde à Colorado Springs, aux États-Unis[26].
  - Participante aux qualifications olympiques à Busto Arsizio[27].
  - Participante aux qualifications olympiques à Bangkok[28],[29].
- 2025
  - Débuts dans Clash of the Stars[note 2], où elle s’incline en combat de MMA face à Hana "Krutohanka"[note 3] Gelnárová[30].